# فرویو (ویسکانسین)
فرویو (به انگلیسی: Fairview) یک منطقهٔ مسکونی در ایالات متحده آمریکا است که در شهرستان کرافورد، ویسکانسین واقع شده‌است. فرویو ۳۶۷٫۹ متر بالاتر از سطح دریا واقع شده‌است.